# Borssele kärnkraftverk
Borssele kärnkraftverk är ett kärnkraftverk i Borssele, Nederländerna. Kärnkraftverket har en reaktor
Kraftverkets reaktor är av PWR-typ och började byggas 1969. Den togs i drift 1973.

## Reaktorer
| Station    | Typ | Netto- effekt | Byggstart  | Första kritikalitet | Första nätanslutning | Kommersiell drift |
| ---------- | --- | ------------- | ---------- | ------------------- | -------------------- | ----------------- |
| Borssele 1 | PWR | 515 MWe       | 1969-07-01 | 1973-06-20          | 1973-07-04           | 1973-10-26        |